# Rise: Blood Hunter
Rise: Blood Hunter (Brasil: Rise — A Ressurreição ) é um filme estadunidense de 2007 escrito e dirigido por Sebastian Gutierrez.

## Sinopse
Sadie é uma repórter investigativa que descobre um culto subterrâneo que está atraindo jovens hippies de Los Angeles. Seduzidos pela promessa de grandes festas, esses garotos começam a aparecer mortos, e quando Sadie tenta chegar ao fundo da história, se torna a vítima. Ela acorda no necrotério, nem viva nem morta, uma vampira consumida pelo insaciável desejo de sangue. Tentando desesperadamente brigar contra essa sede, Sadie decide ir atrás das pessoas que a tornaram uma vampira. Ela se une ao detetive Rawlins, que teve sua filha assassinada pelo clã, e os dois buscam juntos suas vinganças.